# Nonnekysset
|  | Denne artikel er oprettet af botten PalnaBot ud fra en ekstern database. Den kan derfor have sproglige fejl eller mangler. Denne skabelon kan fjernes efter kontrol af indholdet. |

Nonnekysset er en kortfilm fra 1969 instrueret af Kirsten Stenbæk efter manuskript af Bent Grasten, Kirsten Stenbæk.

## Handling
En film-collage om en ung mand Johannes, som får sin vilje med en nonne, fordi han er pågående, men samtidig derved ødelægger den fortryllelse, de satte ham i gang: Søsteren forekommer ham ikke mere så smuk, efter at han har kysset hende. Collagen er bygget frit over Gustav Wieds novelle »Kyddet«